# A Storm in Heaven
| 전문가 평가                   | 전문가 평가 |
| 평가 점수                     | 평가 점수   |
| 출처                          | 점수        |
| ----------------------------- | ----------- |
| AllMusic                      | [ 7 ]       |
| Los Angeles Times             | [ 8 ]       |
| Mojo                          | [ 9 ]       |
| NME                           | 8/10        |
| PopMatters                    | 9/10        |
| Q                             | [ 12 ]      |
| Record Collector              | [ 13 ]      |
| The Rolling Stone Album Guide | [ 14 ]      |
| Select                        | 3/5         |
| Vox                           | 6/10        |

《A Storm in Heaven》은 영국의 록 밴드 버브의 데뷔 스튜디오 음반으로, 1993년 6월 21일, 허트 레코드를 통해 발매되었다. 밴드는 학창 시절 친구였던 보컬리스트 리처드 애시크로프트, 베이시스트 사이먼 존스, 드러머 피터 솔즈베리에 의해 결성되었으며, 이후 기타리스트 닉 맥케이브가 합류하면서 현재의 라인업이 완성되었다. 런던에서 열린 한 공연 이후, 이들은 1991년 버진 레코드 산하의 허트 레코드와 계약을 체결했고, 1992년에 첫 세 장의 싱글을 발표했다. 밴드는 매니지먼트 회사 새비지 앤드 베스트와 계약을 맺은 후, 콘월주의 소밀스 스튜디오에서 프로듀서 존 레키와 함께 데뷔 음반의 녹음 작업에 들어갔다. 《A Storm in Heaven》은 주로 사이키델릭 록 음반으로 평가받으며, 대부분의 곡이 스튜디오에서 즉흥적으로 쓰여졌다.
〈Blue〉는 1993년 5월, 《A Storm in Heaven》의 리드 싱글로 발매되었으며, 발매에 앞서 버브는 영국 투어에 나서고, 글래스턴베리 페스티벌에 출연했으며, 스매싱 펌킨스와 함께 유럽 투어 무대에도 올랐다. 이후 1993년 9월 두 번째 싱글 〈Slide Away〉가 발매된 뒤에는 미국에서 단독 투어를 진행했고, 연말에는 오아시스와 함께하는 영국 투어를 통해 해를 마무리했다. 버브는 이후 1994년 초 유럽 단독 투어를 펼쳤고, 롤라팔루자 페스티벌에 참가하기 전에는 솔즈베리가 체포되고, 애시크로프트가 입원하는 사건도 있었다. 이들은 마지막으로 유럽의 여러 여름 페스티벌 무대에 올라 《A Storm in Heaven》의 프로모션 활동을 마무리했으며, 그중에는 레딩 페스티벌도 포함되어 있었다.

## 배경
리처드 애시크로프트는 학창 시절부터 음악을 하고 싶다는 열망이 있었으나, 어떤 악기도 다룰 줄 몰랐다. 그와 학교 친구였던 피터 솔즈베리와 사이먼 존스가 고등교육을 받던 시절, 밴드를 결성할 아이디어가 떠올랐다. 얼마 뒤, 애시크로프트는 윈스탠리 칼리지의 연습실에서 닉 맥케이브의 연주를 듣게 되었고, 그의 어머니가 기타를 사준 후 맥케이브와 친구 한 명을 베이시스트로 하여 밴드를 시작하게 되었다. 이들은 처음에 버터플라이 이펙트라는 이름을 사용했으나, 이후 레인가든으로 개명했다. 당시 애시크로프트는 존스와 함께 위건에 살고 있었고, 시험이 다가오자 그는 존스와 솔즈베리에게 밴드에 합류할 의향이 있는지 물었다. 이들의 합류로 밴드는 이름을 다시 버브로 바꾸게 되었다. 이후 이들은 연습을 이어가며, 당시 스톤 로지스와 해피 먼데이즈로 대표되는 매드체스터 유행을 따라가기보다는 자신들만의 사운드를 찾고자 했다. 거의 1년 동안 맥케이브와 솔즈베리는 다른 공연을 하지 못했고, 이로 인해 애시크로프트는 큰 불만을 가졌다. 결국 그는 나머지 멤버들을 설득해 직장을 그만두고 자신과 함께 실업 수당을 받으며 밴드 활동에 전념할 것을 요청했다. 그들은 이후 대부분의 시간을 위건에서 잼 세션에 보내며, 지역 내 공연을 꾸준히 열고, 존스 부모의 집에서 데모를 녹음하기도 했다.

## 커버 아트
밴드의 모든 발매와 마찬가지로, 《A Storm in Heaven》은 마이클 스펜서 존스가 촬영하고 브라이언 캐논이 디자인한 커버 아트를 특징으로 하며, 그는 1998년 《셀렉트》 잡지의 밴드에 관한 특집 기사에서 디자인 뒤에 숨겨진 영감을 묘사했다. 캐논에 따르면 소매는 "우리가 그 일을 할 시간이 많았던 시절에는 말이죠. 결국, 이 삶의 여정의 이미지는 거의 스스로 만들어 내는 것처럼 보였습니다. 탄생, 청춘, 중년, 노년의 네 가지 장면입니다. 앞면 커버는 스태퍼드셔주 북부의 리크 근처에 있는 토르 동굴이고, 불타는 자동차 장면은 빌린지에, 지하실은 우폴랜드에, 리처드의 옷을 입은 노인은 버크데일 공동묘지에 있습니다. 청춘은 불타는 차이고 밴드는 그냥 체스를 두고 '우리는 개뿔도 안 준다'는 느낌을 주는 거죠."

## 곡 목록
모든 곡들은 버브에 의해 작사/작곡하였다.
| #   | 제목                                           | 재생 시간 |
| --- | ---------------------------------------------- | --------- |
| 1.  | 〈Star Sail〉                                  | 3:59      |
| 2.  | 〈Slide Away〉                                 | 4:03      |
| 3.  | 〈Already There〉                              | 5:38      |
| 4.  | 〈Beautiful Mind〉                             | 5:27      |
| 5.  | 〈The Sun, The Sea〉                           | 5:16      |
| 6.  | 〈Virtual World〉                              | 6:20      |
| 7.  | 〈Make It 'Til Monday〉                        | 3:05      |
| 8.  | 〈Blue〉                                       | 3:24      |
| 9.  | 〈Butterfly〉                                  | 6:39      |
| 10. | 〈See You in the Next One (Have a Good Time)〉 | 3:07      |

## 인증
| 국가                       | 인증 | 판매량/출하량 |
| -------------------------- | ---- | ------------- |
| 영국 (BPI)                 | 골드 | 100,000*      |
| *판매량을 기반으로 한 인증 |      |               |